# خانه میر سیار
خانه میر سیار مربوط به ۱۲۹۶ ه‍.ش است و در شهرستان رشت، بخش سنگر، دهستان سراوان، پارک جنگلی سراوان، موزه میراث روستایی گیلان واقع شده و این اثر در تاریخ ۲۰ اردیبهشت ۱۳۸۶ با شمارهٔ ثبت ۱۹۰۹۷ به‌عنوان یکی از آثار ملی ایران به ثبت رسیده است.